# TBE緩衝液
TBE或Tris/Borate/EDTA，是一種緩衝液，含有三羥甲基氨基甲烷（Tris）、硼酸，和EDTA。
在分子生物學上，TBE和TAE經常用於溶解核酸，最常見於電泳實驗。由於Tris類的緩衝液皆呈弱鹼性，因此可將DNA脫除氫離子而有帶電性，更容易溶於水中。EDTA則是一種雙價陽離子螯合劑，特別是對鎂離子（Mg2+）。由於核酸酶需要這些離子，EDTA可以將這些離子牢牢抓住，避免核酸降解。但要注意的是，鎂離子同時是很多酵素的輔助因子，如限制酶、DNA聚合酶等等，因此EDTA的濃度一般不會太高（通常在1mM左右）。
近期研究顯示，TBE和TAE在電泳中是可以互相置換的。

## 配方（1公升，5倍濃度貯存液）
- 54 g 的Tris (CAS# 77-86-1)
- 27.5 g 的硼酸（CAS# 10043-35-3）
- 20 ml 的 0.5 M EDTA (CAS# 60-00-4) (pH 8.0)

以鹽酸將pH值調整至8.3。
TBE貯存液在進行電泳之前需將濃度稀釋為適當濃度。